# Meester van de Champion des dames

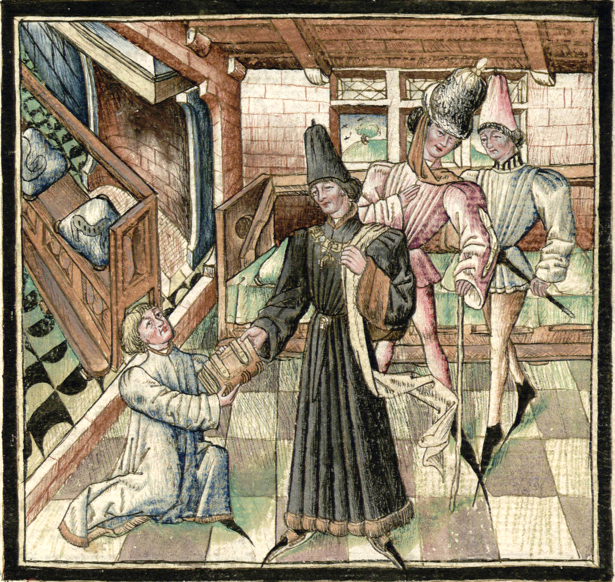
Champion des dames, Bibliothèque municipale de Grenoble, Ms. 0352, f1r, Presentatie van het handschrift.

De Meester van de Champion des dames is de noodnaam voor een boekverluchter die actief was in Rijsel tussen 1465 en 1475. Hij werd genoemd naar een handschrift van de Champion des dames van Martin Le Franc dat hij illustreerde voor een onbekend gebleven opdrachtgever. Het eponieme handschrift wordt nu bewaard in de Bibliothèque municipale de Grenoble, met als signatuur Ms. 0352. Dit handschrift bevat, met zijn 179 miniaturen, het gros van het werk dat aan deze meester wordt toegeschreven.

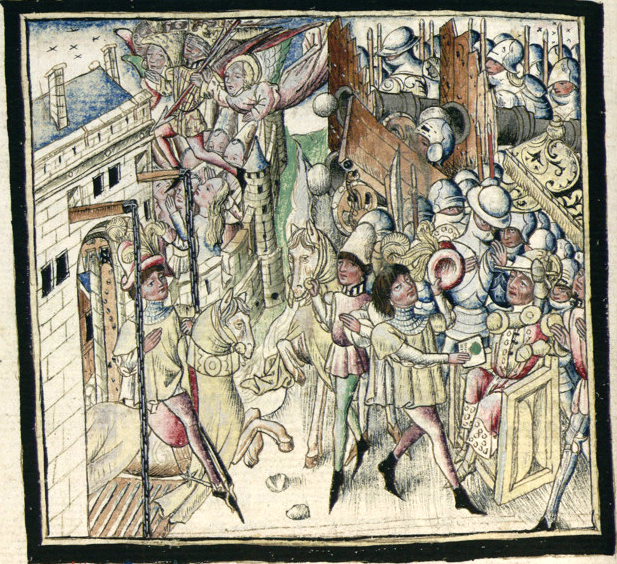
Champion des dames, Bibliothèque municipale de Grenoble, Ms. 0352, f9v

## Biografische elementen
Over zijn leven is niets geweten en eigenlijk ook niet over de plaats waar hij werkte. De kunsthistorici gaan ervan uit dat hij in Rijsel werkte omdat hij werkte voor Jean de Wavrin, groot bibliofiel die in Rijsel gevestigd was. Hij werkte eveneens voor Jean V van Créqui en voor Jeanne de la Viéville, de echtgenote van Antoon van Bourgondië. Hij had dus duidelijk contacten met de kringen rond de hertog van Bourgondië, hoewel de aan hem toegeschreven werken minder luxueus zijn dan wat normaal voor het hof zelf gemaakt werd; vier van de acht handschriften zijn uitgevoerd op goedkoop papier en niet op duur perkament.
De Meester van de Champion des dames en de Meester van Wavrin waren samen lange tijd de vertegenwoordigers van de Rijselse schilderschool. Recent werden andere meesters aan deze groep toegevoegd zoals de Meester van het boek van Heracles, de Meester van het Gulden Vlies van Wenen en Kopenhagen, de Meester van de geleliede grisailles en Jean Markant.
Naast het 200 tal miniaturen, verdeeld over de acht handschriften die aan hem worden toegeschreven was hij ook actief als ontwerper van cartons voor het weven van tapijten. Men kan zijn hand erkennen in het Tenture de sauvages in het Château-Musée de Saumur.

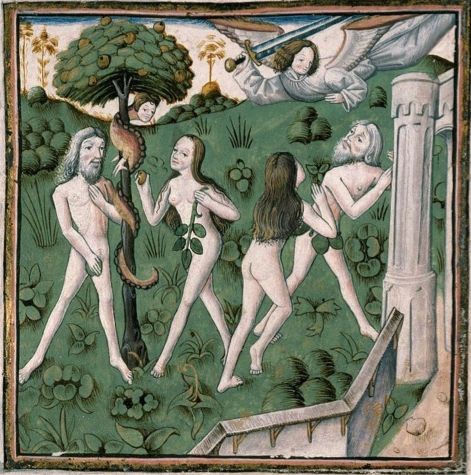
Cas des nobles hommes et femmes van Giovanni Boccaccio, Bibliothèque Inguimbertine Carpentras, ms. 622, De zondeval

## Stijlkenmerken
In de Champion des dames realiseert hij zijn zeer persoonlijke visie op het verhaal met mooie aquareltekeningen, bijna allemaal portretten ten voeten uit. Hij stelde met zijn prachtige vrouwenportretten alle andere illustratoren van hetzelfde werk in de schaduw en hij kon al snel op erkenning rekenen. Zijn techniek bij het aquarelschilderen lijkt op die van de Meester van Wavrin maar is toch helemaal anders. Die laatste tekende hoekige, beweeglijk figuren, dikwijls in vreemde houdingen, hij tekende de omtrekken van de voorwerpen en figuren in zijn ontwerpen met pen en inkt om ze daarna wat op te hogen met gekleurde gewassen inkt of lijmverf. De overgrote meerderheid van zijn miniaturen is dus zeer sober en niet of weinig ingekleurd. Bij de Meester van de Champion des dames zijn de figuren stevig gevormd en gemodelleerd met meestal blauwe en violette tonen. Hoewel hij dezelfde basistechniek gebruikt is het resultaat zeer verschillend. Er is een vrij groot verschil tussen de verluchting van de eerste 80 pagina’s en de rest van het handschrift. In het begin zijn de miniaturen zeer druk en gevuld met vele, druk gesticulerende personages. Daarna worden de miniaturen veel soberder en de afgebeelde personen monumentaal. Ook de schildering evolueert van een traditionele aquareltechniek naar het aangeven van licht en schaduw met fijne gekleurde verticale lijntjes die de volumes zeer goed laten uitkomen op de witte achtergrond van het papier. Ook de opake vleespartijen van het begin worden vervangen door een gelijkaardige modellering met kleurlijntjes. Deze kunstenaar valt op door zijn plastische en dynamische vormgeving van de ruimte in zijn tekeningen. De meester ontwikkelde een eigen stijl die moeilijk te plaatsen is in de stromingen van zijn tijd, het is geen Parijse stijl maar evenmin is hij echt Vlaams te noemen. Hij heeft absoluut geen voeling met het Vlaamse realisme.
Twee van de werken van de meester zijn in aquarel uitgevoerd, zijn eponieme werk en de Miroir de la mort, twee andere met onder meer de Cas des nobles hommes et femmes zijn uitgevoerd in gouache en de vier overige in grisaille met onder meer de handschriften bewaard in l’Arsenal.

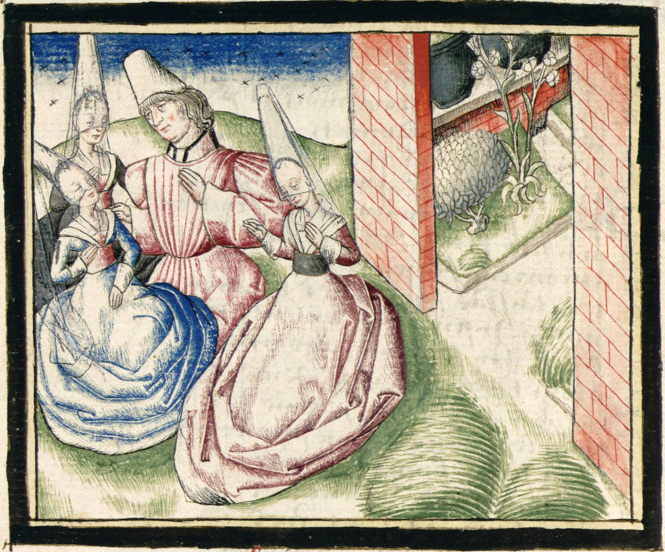
Champion des dames, Bibliothèque municipale de Grenoble, Ms. 0352, f418v

## Werken
Aan deze meester zijn acht werken toegeschreven:
- Champion des dames, van Martin le Franc, Bibliothèque municipale de Grenoble, Ms. 0352; op papier; 179 miniaturen
- Cas des nobles hommes et femmes van Giovanni Boccaccio, Bibliothèque Inguimbertine Carpentras, ms. 622; perkament; 5 miniaturen
- Miroir de la mort, Bibliothèque Inguimbertine Carpentras, ms. 410; op papier
- Histoire de Jason van Raoul Lefèvre, New York Pierpont Morgen Library, Ms. M 119; op papier; 12 miniaturen
- Romuleon, met het wapen van Jean Wavrin, Brussel Koninklijke Bibliotheek van België, Ms. 10173-10174; op perkament
- Histoire de Jason van Raoul Lefèvre, met het wapen van Jean Wavrin, Parijs BnF, français 12570 ; op papier
- Bundel teksten over de Trojaanse Oorlog, met het wapen van Jean V van Créquy, Parijs, Bibliothèque de l’Arsenal, ms. 3326; op perkament; 2 miniaturen
- Manière de la fondation et augmentation de l'église notre-Dame de Boulogne, met het wapen van Jeanne de la Viéville, Parijs, Bibliothèque de l’Arsenal, ms. 5126; op perkament; 6 miniaturen